# Сиджильмаса
Сиджильма́са (араб. سجلماسة‎) — средневековый город в Магрибе, на Юго-Востоке современного Марокко, в области Тафилальт, на берегах реки Зиз.
Основан в 757 году берберским племенем микнаса из группы зената. Стал центром религиозного течения суфритов, одного из направлений хариджизма.
В Сиджильмасе утвердилась династия имамов Мидраридов, с 771 года ставших фактически независимыми от Арабского халифата правителями. Расцвету города способствовало выгодное расположение на транссахарских торговых путях в страны Западного Судана, богатые золотом; современники упоминают о невиданном богатстве обитателей Сиджильмасы. Государство Мидраридов отличалось строгими общественными порядками и стабильностью. Высокого уровня в городе достигли: торговля, традиционные ремёсла, земледелие и скотоводство. Культурному развитию Сиджильмасы способствовал широкий приток в город всех противников официальной исламской доктрины багдадских халифов.
В первой половине X века Сиджильмаса стала объектом борьбы между Фатимидами и кордовскими Омейядами. В 970-е годы имамат Мидраридов пал, таким образом завершилась эпоха хариджитских государств Магриба. Сиджильмаса перешла под контроль берберов маграва. В 1057 году город захватили Альморавиды, подвергшие жестоким гонениям всех последователей неортодоксальной ветви ислама. В 1146 году Сиджильмасой овладели Альмохады.
В XIII-XIV веках в правление Маринидов Сиджильмаса вновь переживала расцвет, о чём упоминает посетивший город Ибн Баттута. Затем наступил упадок, побывавший здесь в начале XVI века Лев Африканский нашёл город заброшенным.
В начале XVIII века город восстановил султан Мулай Исмаил, но в 1818 году он был разрушен кочевниками племени Айт Атта.